# Jackson's Cove-Langdon's Cove-Silverdale
Pour les articles homonymes, voir Silverdale.
Jackson's Cove-Langdon's Cove-Silverdale est un district de services locaux situé sur l'Île de Terre-Neuve, dans la province de Terre-Neuve-et-Labrador, au Canada.

## Municipalités limitrophes